# Conférence des Villes de l'Arc Atlantique
La Conférence des Villes de l’Arc Atlantique est un réseau d'autorités locales qui travaille avec différentes institutions afin de mettre en avant le rôle des villes de l'Arc Atlantique en Europe.

## Histoire
La Conférence des Villes de l’Arc Atlantique, CVAA, a été créée en 2000 à Rennes à l’initiative d'Edmond Hervé, alors Maire de Rennes. Dans un contexte où le poids de l’Europe devenait plus important et où les frontières de celle-ci s’élargissaient avec l’adhésion de pays de l’Est, E. Hervé proposa de créer un réseau avec et pour les villes de l’Arc Atlantique afin de les renforcer. En effet, les villes de ces régions partagent une culture ainsi que des enjeux, c’est pourquoi il lui a semblé naturel que « les représentants des Villes de la façade atlantique, désireux de développer un espace de solidarité et de projets » collaborent pour « favoriser leurs synergies et développer de nouvelles coopérations dans des domaines d’intérêt mutuel » et cela afin d’augmenter leur visibilité et défendre leurs intérêts communs dans une Europe plus étendue.
C’est suivant cette pensée que la CVAA s’est développée, créant des partenariats entre la France, l’Espagne, le Portugal, l’Irlande et le Royaume-Uni.

## Organisation

### Instances
La CVAA, dont le siège est basé à Rennes, dispose d’une Assemblée générale, qui se réunit une fois par an pour définir les orientations de la Conférence et décider, par ses résolutions, des actions à mener par l’organisation. 
Le Bureau exécutif, élu par l’Assemblée générale, est composé du Président et de quatre Vice-présidents, ainsi que des Présidents des Commissions thématiques. Pour la période 2013-2016, elles travaillent sur les Villes Créatives, l'Action Économique et Sociale et le Développement Durable et la Croissance Bleue. La CVAA est aussi dotée d'un Secrétariat général. 

### Membres
L’association propose trois types d’adhésion: 
Tout d'abord, les membres de plein droit (villes, métropoles ou agglomérations urbaines d'au moins 50 000 habitants), ensuite, les membres associés (villes, métropoles ou agglomérations urbaines de moins de 50 000 habitants); ces deux types de membres doivent être  situées sur l’Arc Atlantique européen et qui participent ou sont intéressées par sa dynamique. Enfin, les membres observateurs (organismes ou établissements situés dans les villes de l'Atlantique souhaitant collaborer aux travaux de comités et groupe de travail de la Conférence; ou villes de l'Atlantique ou afro-américains afin de développer l'ouverture et la coopération internationale qui restent une priorité pour la Conférence et ses villes. 
La CVAA englobe des membres en Espagne (La Corogne,  Avilés, Las Palmas De Gran Canaria, Donostia-San Sebastián,Gijón, Santander, Saint Jacques de Compostelle, Séville), en France (AIRE 198, Brest Métropole, Caen, Communauté Urbaine De Bordeaux, Communauté Urbaine De Cherbourg, Grand Port Maritime Nantes Saint-Nazaire, Agglomération de Lorient, Nantes Métropole, Rennes and Rennes Métropole, Saint-Nazaire Agglomération,) et au Portugal (Faro, Viana do Castelo,  Lisbonne). Elle travaille aussi avec d'autres villes au Royaume Uni sur des projets européens.

## Objectifs

### Mission
La CVAA représente les intérêts des villes de l’Arc Atlantique Européen devant les institutions communautaires mais vise également à améliorer leur communication. L'association aide aussi ces villes à se développer à travers la coopération, entre les villes du réseau mais aussi avec d'autres acteurs européens.
L’association aide aussi ces villes à se développer à travers la coopération.

### Vision
Les valeurs du réseau représentent l'identité de la CVAA et de ses membres, telles que la coopération et la solidarité, l'innovation et la créativité, l'excellence et le leadership. Quant aux valeurs de l'Arc Atlantique, elles ont été définies à travers une étude menée par le projet ATBrand, et sont les suivantes : ouverture, aventure, authenticité et capacité d'être pionnier. 

## Actions

### Outils
En lien avec la Stratégie Urbaine pour l’Arc Atlantique, six axes, dont la première lettre est un « C », résultent de ces objectifs. La CVAA se définit comme un Club international des villes atlantiques: le Forum Urbain de la façade Atlantique européenne. Le marketing territorial atlantique est une question clé. La CVAA est une Communauté qui comprend à la fois les villes et les autres acteurs, et, surtout, les citoyens. L'association développe des  Campagnes. Le lobbying ne se limite pas à une question politique, il est aussi un outil de dialogue citoyen. L'organisation tourne autour de la Coopération: grâce à des projets européens et des échanges informels. La CVAA est reconnue comme un centre de ressources (Coaching) pour les villes atlantiques. La Communication a pour but de rendre les villes de la CVAA, leurs activités et expériences, des exemples «remarquables».
Par ailleurs, avec d'autres réseaux européens comme la Mission Opérationnelle Transfrontalière, la CVAA a créé en 2010 la Conférence des Réseaux Européens Transfrontaliers et Interrégionaux de Villes (Conference of European Cross-border and Interregional City Networks, CECICN)

### Projets
- 2003-2005 : Cultur*at: Promotion de l’identité culturelle de l’Espace Atlantique - INTERREG IIIB Atlantic Area[26]
- 2003-2005 : REVITA: Réutilisation des espaces dans l’espace Atlantique - INTERREG IIIB Atlantic Area[26]
- 2005-2008 : SPAA: Sustainable Promotion of Atlantic Areas (Promotion Durable de l’Espace Atlantique) - INTERREG IIIB Atlantic Area[26]
- 2008 : Charte de San Sebastian[27],[28]: Accord pour un développement urbain durable signé par les villes Atlantique. CVAA
- 2009 : KNOW Cities[29]: Transition vers l’économie de la connaissance pour les villes de l’Arc Atlantique - INTERREG Atlantic Area IVB[30]
- 2010-2011 : ANATOLE[31]: Atlantic Networks’ Abilities for Towns to Organise Local Economy (Réseau Atlantique des villes qui développent l’économie locale) – INTERREG Atlantic Area IVB[30]
- 2010-2013 : IMAGINA ATLANTICA: cluster durable pour l’image digitale en dans la région Atlantique - INTERREG Atlantic Area IVB[30]
- 2011-2013 : TONETA[32]: Town Networking through the Atlantic (Réseau de Villes à travers l’Atlantique)- L'Europe pour les citoyens[33]
- 2014-2015 : AT.BRAND[34] : innovation et développement d’une stratégie de city branding intégré pour les villes Atlantiques - INTERREG Atlantic Area IVB[30]